# Adelpha serpa
Adelpha serpa, a irmã celerio, é uma borboleta da família Nymphalidae. Foi descrita por Jean Baptiste Boisduval em 1836. Encontra-se do México ao Brasil. O habitat consiste de florestas tropicais e florestas nubladas em elevações variando de 300 a 2.000 metros.